# Corazón americano / El gran concierto
Corazón americano, también llamado El gran concierto, es el título de un disco en directo grabado el 21 de diciembre de 1984 en el estadio de fútbol Vélez Sarsfield de Argentina por la cantora Mercedes Sosa en compañía de León Gieco, Milton Nascimento y Gustavo Santaolalla, este último solo en la primera canción.
Fue lanzado en 1985 por Philips y se encuentra en formato de disco vinilo y compacto.

## Lista de canciones
- Río de las penas (Gustavo Santaolalla)
- Canción para Carito (León Gieco; Antonio Tarragó Ros)
- Volver a los 17 (Violeta Parra)
- Circo Marimbondo (Milton Nascimento; Ronaldo Bastos)
- Casamiento de negros (Violeta Parra)
- Cio da terra (Milton Nascimento; Chico Buarque)
- Sueño con serpientes (Silvio Rodríguez)
- San Vicente (Milton Nascimento)
- Cuando tenga la tierra (Daniel Toro; Ariel Petrocelli)
- Sólo le pido a Dios (León Gieco)
- Corazón de estudiante (Milton Nascimento; Wagner Tiso)

- Datos: Q5788237